# Kanal Rajna – Majna – Dunav
Kanal Rajna – Majna – Dunav (Kanal Majna – Dunav, Kanal RMD ili Europski kanal), umjetni kanal u Bavarskoj (Njemačka), spaja rijeke Majnu i Dunav, na pravcu od Bamberga, preko Nürnberga do Regensburga. Osigurava plovnu vezu između estuarija Rajne (kod Rotterdama u Nizozemskoj) i delte Dunava u istočnoj Rumunjskoj, povezujući Sjeverno more i Atlantski ocean s Crnim morem. Završen je 1992. godine i dugačak je 171 km.
Od Bamberga do Fürtha, kanal prati dolinu Regnitza, pritoke Majne. Od Fürtha do iza Rotha, prati dolinu Rednitza, pritoke Regnitza. Kanal tada prolazi kroz Franačku Juru i spaja se s rijekom Altmühl blizu Dietfurta. Od Dietfurta do Kelheima na Dunavu, kanal teče kroz dolinu Altmühla.